# Upp mot stjärnorna
Upp mot stjärnorna är en låt av Kellys 1999 skriven av Christer Lundh och Mikael Wendt. Det var det första spåret i albumet med samma namn. Bandet tävlade med låten i Dansbandslåten 1999. Låten fanns på Svensktoppen under 23 veckor mellan 4 december 1999 och 20 maj 2000 med första plats som bästa placering.

### Fotnoter
1. ↑  https://smdb.kb.se/catalog/search?q=%22Upp+mot+stj%C3%A4rnorna%22&sort=OLDEST
2. ↑  http://www.aftonbladet.se/nojesbladet/kronikorer/article10274824.ab
3. ↑  https://www.nostalgilistan.se/kellys-666/upp-mot-stjarnorna-2338